# Epidemia de viruela en Massachusetts
La epidemia de viruela de Massachusetts o epidemia colonial fue un brote de viruela que golpeó Massachusetts en 1633. Sin embargo, los brotes de viruela no se limitaron a 1633, y ocurrieron casi cada diez años.

## Infección europea
Los puritanos ingleses trajeron viruela a América del Norte cuando comenzaron a colonizar. La mayoría de los europeos eran inmunes a la enfermedad debido a las condiciones de vida en la Europa sobrepoblada. Sin embargo, 20 colonos en el Mayflower fueron infectados incluyendo su único médico, el doctor Samuel Fuller.
Mientras que los colonos europeos permanecieron en su mayoría no afectados por la viruela en 1630, fueron testigos de que sus vecinos nativos americanos eran víctimas de ello rápidamente. Un colono de Nueva Inglaterra en 1630 dijo que los nativos americanos "cayeron tan generalmente de esta enfermedad como al final no fueron capaces de ayudarse unos a otros, no para hacer un incendio, ni para buscar un poco de agua para beber, ni ninguno para enterrar a los muertos...". Sin embargo, a pesar de la destrucción causada por la viruela, fue visto como un regalo de Dios por algunos puritanos. Incluyendo Increase Mather, un ministro puritano y uno de los primeros presidentes de la Universidad de Harvard, quien declaró que la epidemia de viruela era la solución de Dios a las disputas de tierras nativas americanas y puritanas.

## Infección nativa americana
Los nativos americanos cercanos no eran inmunes a la viruela y en 1621, un año después de que la primera epidemia arrasó Massachusetts, más de dos tercios de los nativos americanos de Massachusetts, incluidos los Mohawks, los nativos en el área del lago Ontario y los iroqueses murieron por infección. La epidemia continuó y en 1633, la viruela infectó a tribus enteras y dejó a las personas incapaces de cuidarse mutuamente o enterrar a sus muertos.